# Geodäsiestudium
Mit Geodäsiestudium wird ein Studium der Ingenieurwissenschaft bezeichnet. Die Regelstudienzeit beträgt zehn Semester, unterteilt in sechs Semester bis zum Bachelor- und vier Semester bis zum Master-Abschluss. Ähnliche Studiengänge sind auch das Studium Geomatik und Geoinformatik.

## Studium
Im Bachelorstudium werden Grundlagen in allen relevanten Teilgebieten vermittelt. Aufbauend auf diesem Grundwissen wird im Masterstudium einer der Fachbereiche vertieft.
An den meisten Hochschulen besteht die Lehre aus folgenden Teilbereichen:
- Ingenieurgeodäsie
- Naturwissenschaftliche Grundlagen (Mathematik, Physik)
- Statistik und Ausgleichungsrechnung
- Photogrammetrie/Fernerkundung
- Geoinformatik/Geoinformation
- Satellitengeodäsie/Navigation
- Erdmessung
- Städtebau, Bodenordnung und Bodenwirtschaft

## Berufsaussichten
Die Zahl der Studienanfänger der Studienrichtung Geodäsie und Geoinformation ist nicht ausreichend, um zukünftig den Bedarf des erweiterten Berufsfeldes im In- und Ausland zu decken. Wie schon heute in Österreich droht auch auf dem deutschen Arbeitsmarkt ein akuter Mangel an Absolventen. Dies fällt noch mehr ins Gewicht, da in den letzten Jahren eine deutliche Verschiebung vom klassischen Vermessungswesen hin zu neuen Berufsfeldern stattgefunden hat. Das reicht von der Entwicklung moderner Geoinformationssysteme (GIS) bis hin zu komplexen Ingenieurvermessungen von Tunnel, Brücken oder Staudämmen. Der Trend zur Entstehung neuer Berufsfelder wird sich weiter fortsetzen.
Zur exakten Positionsbestimmung wird heutzutage häufig das GPS (Global Positioning System) eingesetzt, wobei man sich vom zukünftigen europäischen System GALILEO nicht nur eine weitere Genauigkeitssteigerung verspricht, sondern auch einen kräftigen Schub für den Arbeitsmarkt. Allein in Europa wird GALILEO voraussichtlich 160.000 neue Arbeitsplätze schaffen können, viele davon werden auch für Absolventen der Studienrichtung Geodäsie und Geoinformation offenstehen.

## Studienorte
Deutschsprachige Universitäten:
- Technische Universität Berlin

Deutschsprachige Universitäten

- Rheinische Friedrich-Wilhelms-Universität Bonn
- TU Darmstadt
- TU Dresden
- HafenCity Universität
- Universität Hannover
- Karlsruher Institut für Technologie
- Technische Universität München
- Universität Stuttgart
- TU Wien
- TU Graz
- ETH Zürich

Deutschsprachige Fachhochschulen:
- Hochschule Anhalt
- Beuth Hochschule für Technik Berlin
- Hochschule Bochum
- Hochschule für Technik und Wirtschaft Dresden
- Frankfurt University of Applied Sciences („Geoinformationssysteme“)
- Hochschule Karlsruhe
- Hochschule Mainz
- Hochschule für angewandte Wissenschaften München
- Hochschule Neubrandenburg
- Jade Hochschule (Standort Oldenburg)
- Hochschule für Technik Stuttgart
- Hochschule für angewandte Wissenschaften Würzburg-Schweinfurt
- Fachhochschule Nordwestschweiz